# Bhagwan Khemchand Massand
Bhagwan Khemchand Massand fue un diplomático indio.
- Bhagwan Khemchand Massand fue hijo de Dcwan Khemchand.
- Fue Executive Engineer del Public Works Department en Sind.
- Entró al servicio del exterior en noviembre de 1948.
- De 1948 a 1949 fue secretario de primera clase en la Alta Comisión en Karachi.
- En enero de 1950 fue oficial en oficio especial.
- De 1950 a 1953 fue secretario de primera clase en Colombo.
- De mayo 1953 a octubre de 1955 fue secretario de embajada en Ankara.
- De octubre de 1955 a mayo de 1957 fue secretario de primera clase en Washington, D C.
- De mayo de 1957 a mayo de octubre de 1959 fue consejero de embajada en El Cairo.
- De octubre de 1959 a julio de 1963 fue Encargado de negocios en Budapest.
- Del 31 de julio de 1962 al 1964 fue Alto Comisionado en Canberra.
- En 1965 fue designado Alto Comisionado en Lusaka.[1]
- Del 28 de mayo de 1965 al 08 de diciembre de 1967 fue embajador en Santiago de Chile con acreditación en Lima y Bogotá.
- Del 03 de septiembre de 1969 al 30 de septiembre de 1971 fue embajador en la Ciudad de México con acreditación en La Habana y la ciudad de Panamá.[2]